# Baltische Tijgers

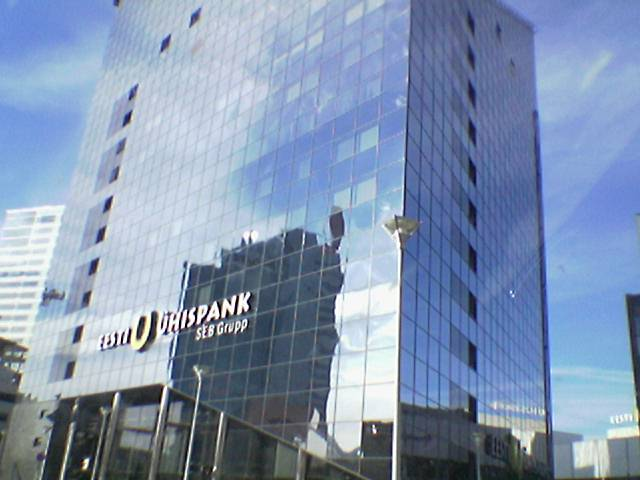
Wolkenkrabber in Tallinn - symbool voor de economische groei in Estland.

De Baltische Tijgers was een term die verwees naar de sterke economische groei die de Baltische staten (Estland, Letland en Litouwen) doormaakten van het jaar 2000 tot 2007. De term was een analogie van de Aziatische Tijgers en de Keltische Tijger. 
Als een van de redenen voor deze economische groei werd genoemd de toegenomen handel met andere Europese landen, vooral na de toetreding tot de Europese Unie in 2004. Bovendien ontvingen de landen sindsdien ook miljoenen euro's uit de Structuurfondsen van de Europese Unie. 

## Statistieken

### Jaarlijkse groei van BBP
|                                                                               | 2000  | 2001  | 2002  | 2003   | 2004  | 2005  | 2006   | Totaal (2000-2006) |
| ----------------------------------------------------------------------------- | ----- | ----- | ----- | ------ | ----- | ----- | ------ | ------------------ |
| Estland                                                                       | 7,9 % | 6,5 % | 7,2 % | 6,7 %  | 7,8 % | 8,6 % | 11,5 % | 71,6 %             |
| Letland                                                                       | 6,9 % | 8,0 % | 6,4 % | 7,5 %  | 8,5 % | 7,8 % | 11,9 % | 72,8 %             |
| Litouwen                                                                      | 3,9 % | 6,4 % | 6,8 % | 10,5 % | 7,0 % | 7,5 % | 7,5 %  | 61,3 %             |
| Gegevens van IMF, Baltische Ministeries van Financiën, Europese Centrale Bank |       |       |       |        |       |       |        |                    |

### BBP per capita
Koopkrachtpariteit (PPP) in dollars
|                  | 2000   | 2001   | 2002   | 2003   | 2004   | 2005   | 2006   |
| ---------------- | ------ | ------ | ------ | ------ | ------ | ------ | ------ |
| Estland          | 10.284 | 11.340 | 12.504 | 14.000 | 15.217 | 16.461 | 17.672 |
| Letland          | 8.187  | 9.105  | 9.930  | 10.933 | 11.980 | 13.059 | 14.155 |
| Litouwen         | 8.895  | 9.739  | 10.607 | 11.820 | 12.980 | 14.338 | 15.657 |
| Gegevens van IMF |        |        |        |        |        |        |        |